# Polyblastia clandestina
Polyblastia clandestina är en lavart som först beskrevs av Johann Franz Xaver Arnold och som fick sitt nu gällande namn av Antonio Jatta. 
Polyblastia clandestina ingår i släktet Polyblastia, och familjen Verrucariaceae. Arten är reproducerande i Sverige.